# Bohater roku
Bohater roku – polski film fabularny z 1986 roku w reżyserii Feliksa Falka i z muzyką Jana Kantego Pawluśkiewicza. Fabuła filmu stanowi kontynuację filmu Wodzirej.
Lokacje: Warszawa, Kraków.

## Obsada
- Jerzy Stuhr jako Lutek Danielak
- Mieczysław Franaszek jako Zbigniew Tataj
- Bogusław Sobczuk jako Chodkiewicz
- Jerzy Fedorowicz jako towarzysz Kulepa
- Janusz Józefowicz jako baletmistrz Kajtek
- Grażyna Trela jako Sabina
- Anna Chitro jako sekretarka konkursu Miss Polonia
- Mirosława Maludzińska jako żona Kazika Danielaka
- Michał Tarkowski jako Romek Hawałka
- Andrzej Wiśniewski jako dźwiękowiec
- Mirosława Marcheluk jako Danka, żona Danielaka
- Jan Mayzel jako mężczyzna robiący interesy z Danielakami
- Piotr Skarga jako pan Zenek
- Aleksander Machalica jako mężczyzna rozmawiający z Odyńcem
- Waldemar Gawlik jako technik
- Katarzyna Kozak jako Majka, dziewczyna Danielaka
- Dorota Maciejewska jako sekretarz redakcji
- Jacek Czyż jako recepcjonista Władek
- Jarosław Kopaczewski jako awanturnik przed hotelem
- Joachim Lamża jako fotografik Lencz
- Piotr Machalica jako redaktor Tadeusz Odyniec
- Marian Opania jako redaktor naczelny
- Ryszard Kotys jako brat Danielaka
- Izabella Olejnik jako Krysia, asystentka Danielaka

## Nagrody
- 1987 - Feliks Falk - Nagroda specjalna jury MFF o Miłości - Moskwa
- 1986 - Feliks Falk - Najlepszy reżyser na FPFF w Gdyni